# Valentine Browne (4e comte de Kenmare)
Pour les articles homonymes, voir Valentine Browne (homonymie) et Browne.
Valentine Augustus Browne, 4e comte de Kenmare KP, PC (16 mai 1825 - 9 février 1905), titré vicomte Castlerosse de 1853 à 1871, est un courtisan britannique et un politicien libéral. Il occupe des postes dans chaque administration whig ou libérale entre 1856 et 1886, notamment en tant que Lord Chambellan sous William Gladstone entre 1880 et 1885 et en 1886.

## Jeunesse
Il est le fils de Thomas Browne, 3e comte de Kenmare, par son épouse Catherine O'Callaghan, fille d'Edmund O'Callaghan, de Kilgory, comté de Clare. Il est connu sous le titre de courtoisie de vicomte Castlerosse lorsque son père devient comte de Kenmare en 1853 . Le domaine de Kenmare dont Browne a hérité de son père représente, dans les années 1870, plus de 117 000 acres, principalement dans le comté de Kerry .
En 1872, le 4e comte de Kenmare décide de construire un manoir néo-élisabéthain, appelé Killarney House (en), sur une colline avec une vue imprenable sur Lough Leane. Le coût est bien supérieur à 100 000 £. Cette maison remplace Kenmare House (en), construite en 1726, comme siège des comtes de Kenmare. L'ancienne maison est démolie .

## Carrière politique

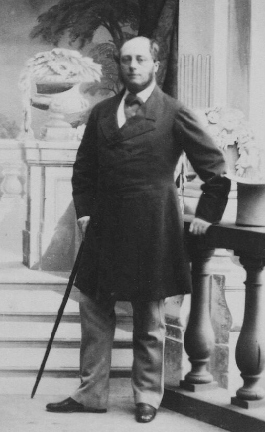
Browne en 1860

Il est nommé haut shérif du Kerry pour 1851 . L'année suivante, il est élu au Parlement en tant que l'un des deux représentants de Kerry. En 1856, il est nommé contrôleur de la maison sous Lord Palmerston, un poste qu'il occupe jusqu'à la chute du gouvernement en 1858.
Il est admis au Conseil privé en février 1857. Lorsque Palmerston reprend ses fonctions en 1859, il devient vice-chambellan de la maison où il reste jusqu'en 1866, la dernière année sous la présidence de Lord Russell. Il redevient vice-chambellan de la maison en 1868 dans la première administration de William Gladstone.
En décembre 1871, il succède à son père dans le comté et prend place à la Chambre des lords . En conséquence, il démissionne de son poste de vice-chambellan (poste normalement occupé par un roturier) et en février 1872, il est nommé Lord-in-waiting, c'est-à-dire whip du gouvernement à la Chambre des lords. En juin de la même année, il est fait Chevalier de l'Ordre de Saint-Patrick. Le gouvernement libéral est tombé en 1874. Gladstone revient comme Premier ministre en 1880, et Lord Kenmare est nommé Lord Chambellan.
Il occupe ce poste jusqu'en 1885 et de nouveau brièvement dans la troisième administration de Gladstone entre février et juillet 1886. En dehors de sa carrière politique, il est également Lord Lieutenant de Kerry entre 1866 et 1905 .

## Famille
Lord Kenmare épouse Gertrude Thynne, fille du révérend Lord Charles Thynne, chanoine de Canterbury, et petite-fille de Thomas Thynne (2e marquis de Bath), le 28 avril 1858. Ils ont trois enfants: 
- Lady Margaret Theodora May Catherine Browne (décédée en 1940), mariée à GC Douglas en 1889, est décédée sans enfant.
- Valentine Browne (5e comte de Kenmare) (1860–1941)
- Hon. Cecil Augustine Browne (1864-1887)

Lord Kenmare est décédé le 9 février 1905, à l'âge de 79 ans, et est remplacé par son fils aîné et unique survivant, Valentine. La comtesse de Kenmare est décédée en février 1913 .